# Tricia Black
Tricia Black es una actriz, escritora y comediante canadiense. Es más conocida por su papel en la serie web Band Ladies de 2020, por la que ganó el Canadian Screen Award a la mejor interpretación de reparto en un programa o serie web en la novena edición de los Canadian Screen Awards en 2021, y su papel de voz en la serie animada de 2022 Summer Memories, por la que ganó el Canadian Screen Award a la mejor interpretación en un programa o serie de animación en la 11.ª edición de los Canadian Screen Awards en 2023.

## Primeros años
Originaria de Saint John, New Brunswick, es alumna de la compañía de Toronto de The Second City, para la cual fue una de las escritoras e intérpretes del programa de comedia con temática LGBTQ, ganador del premio Canadian Comedy Award, Extravaganza Eleganza en 2019.

## Carrera
Black también ha estado asociado con el grupo de comedia de sketches de Toronto The Sketchersons, y ha tenido apariciones secundarias o como invitado en las series de televisión New Eden, Kim's Convenience, What We Do in the Shadows, Baroness von Sketch Show y Pretty Hard Cases. También se le puede ver en largometrajes como The Broken Hearts Gallery, El hombre de Toronto y como Norris en la película Dear David.

## Filmografía

### Películas
| Año  | Título                            | Papel                          |
| ---- | --------------------------------- | ------------------------------ |
| 2020 | La galería de los corazones rotos | Trabajadora de buena voluntad  |
| 2022 | My Fake Boyfriend                 | Peyton                         |
| 2022 | The Man from Toronto              | Asistente de alquiler de autos |
| 2022 | Zombies 3                         | Locutora zombi                 |
| 2023 | Bad Behind Bars: Jodi Arias       | Donovan Bering                 |
| 2023 | World's Best                      | Comentarista deportiva         |
| 2023 | Suze                              | Tanice                         |
| 2023 | Dear David                        | Norris                         |

### Televisión
| Año       | Título                      | Papel                           | Notas                       |
| --------- | --------------------------- | ------------------------------- | --------------------------- |
| 2013      | The Camp                    | Abby                            | Película de televisión      |
| 2019–2020 | Baroness von Sketch Show    | Varios                          | 3 episodios                 |
| 2020      | New Eden                    | Mujer de la pandilla de prisión | Episodio: "Forbidden Fruit" |
| 2020      | Band Ladies                 | Kaley Wolfe                     | 4 episodios                 |
| 2020      | What We Do in the Shadows   | Familiar joven                  | Episodio: "Collaboration"   |
| 2020      | Latinas Wanted              | Katie                           | Episodio: "Latinas Wanted"  |
| 2021      | Ghosts                      | Channelle                       | Episodio: "D&D"             |
| 2021      | 1 Queen 5 Queers            | Miembro del jurado              | Episodio: "Family"          |
| 2021–2022 | Pretty Hard Cases           | Det. Tara Swallows              | 16 episodios                |
| 2022      | Slo Pitch                   | Benji                           | Episodio #2.8               |
| 2022      | In the Dark                 | Lucy                            | 2 episodios                 |
| 2022      | Locke & Key                 | Oficiante                       | Episodio #3.2               |
| 2022      | Summer Memories             | Jason                           | Voz; 20 episodios           |
| TBA       | The Horror of Dolores Roach | Paramédico #1                   | Episodio #1.1               |